# Weinauparkstadion
Weinauparkstadion – wielofunkcyjny stadion w Żytawie, w Niemczech. Został otwarty w 1894 roku. Może pomieścić 10 000 widzów. Swoje spotkania rozgrywają na nim piłkarze klubu VfB Zittau.
Obiekt został otwarty w 1894 roku i wówczas funkcjonował jako tor kolarski. Powstała wtedy drewniana trybuna główna przetrwała do dziś i jest obecnie najstarszą zachowaną trybuną na niemieckich obiektach sportowych, a stadion wraz z całym otoczeniem figuruje na liście zabytków. W 1912 roku przekształcono obiekt w stadion piłkarsko-lekkoatletyczny. W 1955 roku patronem obiektu został Willi Gall (Willi-Gall-Stadion); nowa nazwa obowiązywała do lat 90. XX wieku, kiedy to przemianowano obiekt na Weinauparkstadion. 5 sierpnia 1995 roku na tym stadionie rekord świata w skoku o tyczce ustanowiła Andrea Müller (4,18 m). W sierpniu 2010 roku stadion nawiedziła powódź; po odbudowie został on otwarty we wrześniu 2011 roku. W 2012 roku na arenie rozegrano część konkurencji 18. edycji lekkoatletycznych Mistrzostw Europy weteranów.